# Auteuil (Yvelines)
Auteuil (Yvelines) é uma comuna francesa, situada no departamento de Yvelines na região de Île-de-France.